# Powhatan

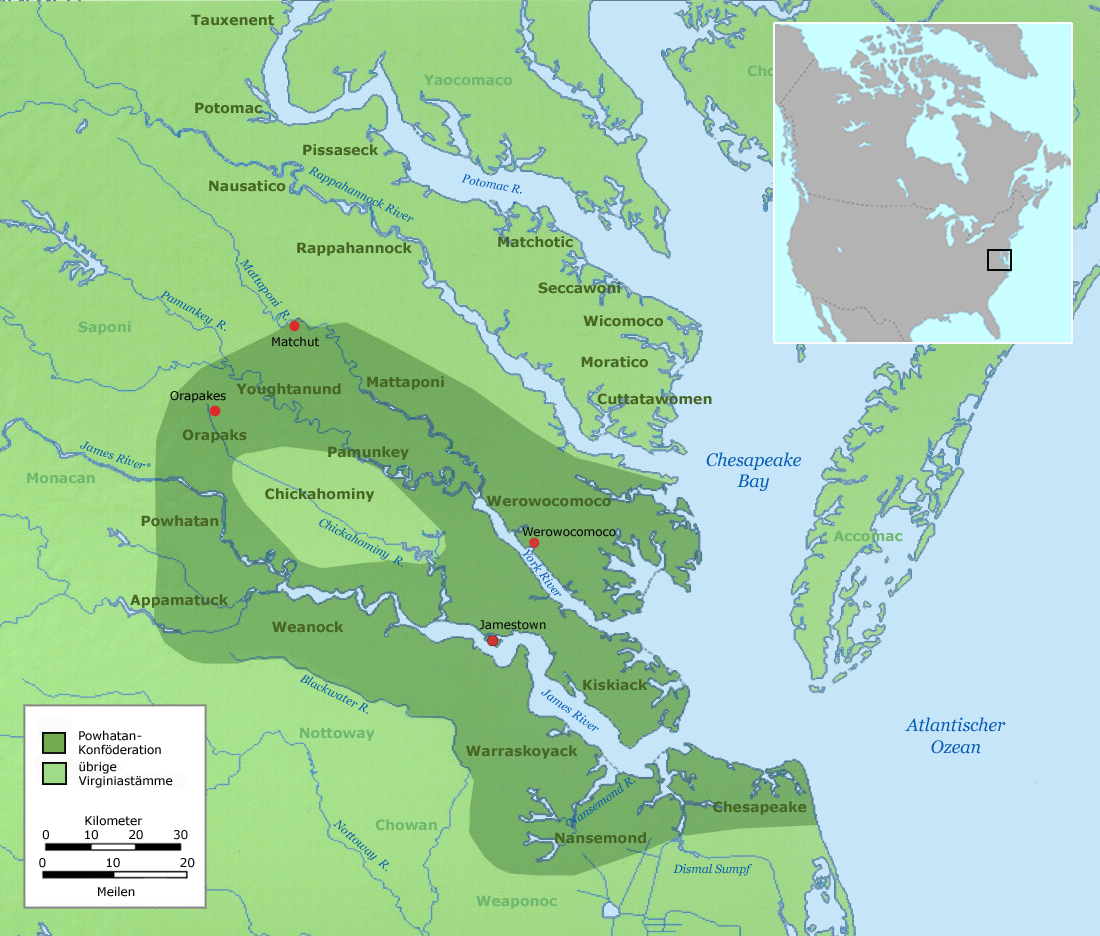
Verbreitung der Stämme in Virginia um 1610

Mit Powhatan, Powatan oder Powhatan-Konföderation wird ein im 17. Jahrhundert mächtiges Häuptlingstum aus mehr als 30 Indianerstämmen der Küstenregion um Tidewater östlich der Fall Line und nördlich der Great Dismal Swamps im Osten des heutigen US-Bundesstaats Virginia bezeichnet. Der Name leitet sich aus der indigenen Bezeichnung Powhatan (Powatan) / Paqwachowng für das Dorf und den dort siedelnden Stamm (in der Nähe der heutigen Hauptstadt Virginias – Richmond) sowie des ab hier schiffbaren Flusslaufs des James River (vormals: Powhatan River) bis zur Chesapeake Bay ab, da deren Häuptling Wahunsonacock die Konföderation zwischen 1597 und 1607 aufgebaut hatte. Die Engländer übernahmen diesen Namen und bezeichneten das Stammesbündnis als auch dessen Oberhäuptling (Paramount chief) Wahunsonacock als Powhatan bzw. als Chief/King Powhatan.
Die Stämme des Bündnisses zählten sprachlich als auch kulturell zu den Virginia-Algonkin und werden zusammen mit den North-Carolina-Algonkin im Süden allgemein unter dem Begriff Südöstliche Algonkin zusammengefasst. Die Stämme sprachen alle verschiedene, jedoch untereinander gegenseitig verständliche Dialekte des Powhatan oder Virginia-Algonkin, das ebenso wie das Carolina-Algonkin (auch: Pamlico) zu den Östlichen Algonkin-Sprachen zählt.

## Wohngebiet
Das Herrschaftsgebiet der Powhatan-Konföderation um 1607 umfasste die Tidewater Region (Küstenregion) sowie den Süden der Delmarva-Halbinsel (auch: Eastern Shore of Virginia) der Atlantischen Küstenebene im Osten des heutigen US-Bundesstaats Virginia und reichte von der Chesapeake Bay westwärts bis zum Piedmont. Die Region ist geprägt von vier großen Gezeitenflüssen bzw. deren Ästuaren (Mündungen) in die Chesapeake Bay (von Nordwest nach Südost): dem Patawomeck (Tidal Potomac) River, dem Rappahannock River, dem Pamunkey (York) River sowie dem Powhatan (James) River; deren Flussläufe meist weniger als 30 km voneinander entfernt parallel zueinander verlaufen. Die Powhatan lebten entlang der genannten Flüsse und deren Nebenflüsse östlich der Fall Line, da auf Grund von Wasserfällen oder Stromschnellen für die Stämme die Flüsse nur bis hier schiffbar waren. Im Süden wurde das Gebiet durch den Blackwater River (so genannt, da er ein Schwarzwasserfluss ist) sowie die Great Dismal Swamps begrenzt. Somit befand sich ihr Stammesgebiet östlich einer (von Nord nach Süd) gedachten Linie von Städten: Washington, D.C. (Potomac River), Fredericksburg (Rappahanock River) und Richmond (James River). Zudem wird das Gebiet durch drei große Halbinseln geprägt, die traditionell in Virginia meist Neck genannt werden:
- dem Northern Neck zwischen dem Potomac (dem nördlichsten, längsten und größten Fluss) sowie dem Rappahannock River- durch den Great Wicomico River und Little Wicomico River entwässert,
- der Middle Peninsula zwischen dem Rappahannock und dem York River im Süden – durch den Piankatank River entwässert und
- der Virginia Peninsula bzw. Lower Peninsula zwischen dem York und dem James River (dem zweitgrößten Fluss) im Süden sowie der Chesapeake Bay und den Hampton Roads im Osten.

Zudem gibt es noch eine weitere kleinere Halbinsel namens Pamunkey Neck, zwischen dem Mattaponi River und dem Youghtanund (Pamunkey) River im Süden gelegen (den beiden größten Quellflüssen des York River).
Der Powhatan (James) River nimmt zudem nahe der Chesapeake Bay weitere bedeutende Tideflüsse auf – wie den Appomattox River, Chickahominy River, Nansemond River und Elizabeth River.
Die im „Zentrum“ dieses Gebiets lebenden Chickahominy entlang des gleichnamigen Flusses, von dessen Mündung in den Powhatan (James) River nahe dem späteren Jamestown im Charles City County bis zum heutigen New Kent County waren dem Bündnis nicht beigetreten und konnten sich ihre Unabhängigkeit bewahren.

### Benachbarte Völker der Powhatan
Als die Engländer an der Küste Virginias landeten, betraten sie eine durch gegenseitige Allianzen, Handel als auch durch Krieg zwischen benachbarten Völkern geprägte Welt. Die Powhatan bildeten hier keine Ausnahme, hatten sie doch an ihren Grenzen mit oftmals feindlichen, hierunter einigen der damals mächtigsten Völkern, zu kämpfen.
Entlang der gesamten Atlantikküste sowie den Flussmündungen landeinwärts mussten die Powhatan immer mit Übergriffen und Raubzügen der heute fast vollständig vergessenen irokesisch-sprachigen Susquehannock (in Powhatan: Sasquesahanough – „Volk des schlammigen Flusses“) rechnen, die fast routinemäßig durch minutiös organisierte und groß angelegte Kriegszüge benachbarte Algonkin-Stämme terrorisierten. Für den schnellen Transport der Krieger sowie deren Verpflegung nutzten sie ihre Kanus und konnten in dem wasserreichen Gebiet so in kürzester Zeit große Strecken überbrücken; zudem wird berichtet, dass sie über besonders ausgefeilte und variable Waffen verfügten. Die Susquehannock wurden als nobel, wagemutig, aber auch als aggressiv, kriegerisch, gebieterisch (herrisch) und als erbitterte Feinde der Irokesen und Algonkin-Völker beschrieben und galten als einer der gefährlichsten und furchterregendsten Stämme der Region entlang der mittleren Atlantikküste. Zudem beeindruckte die Engländer und Schweden ihre enorme Körpergröße, die sie von den benachbarten Stämmen unterschied. Vermutlich aus Angst vor den dauernden Überfällen der Susquehannock befanden sich keine Powhatan-Siedlungen direkt an der Atlantikküste oder im Mündungsgebiet der Flüsse in die Chesapeake Bay, sondern meist einige Kilometer landeinwärts.
Und weiter im hohen Norden südlich des Eriesees, entlang des Niagara River und auf dem Allegheny-Plateau lebten die sehr gefürchteten Massawomeck (nahe verwandt entweder mit den Erie oder den Susquehannock, später als „Schwarze Minquas“ Teil der Susquehannock bzw. „Weißen Minquas“, eventuell auch Teil der Mingo (Ohio-Irokesen)), die regelmäßig weit südwärts auf Raubzug ins Shenandoah Valley und dem Nördlichen Tidewater Virginia gingen.
Im Piedmont westlich der Fall Line bis in die Blue Ridge Mountains zählten die zwei zu den Östlichen Sioux-Völker zählenden Konföderationen der Monacan (entlang des Upper James River westlich von Richmond) und die nördlich von diesen siedelnden Man(n)ahoac (Mahock) (mindestens acht Stämme umfassend, entlang des Rapidan River und des Rappahannock River westlich/oberhalb der Wasserfälle nahe Fredericksburg) zu den mächtigsten Feinden der Powhatan-Stämme.
Zudem gab es neben den Powhatan weitere mächtige – jedoch untereinander sprachlich und kulturell wahrscheinlich eng verwandte – politische Bündnisse im Bereich der Chesapeake Bay – wie die Häuptlingstümer der Piscataway (Conoy) (Piscataway, Anacostan, Mattawomen, Nanjemoy, Potapoco, Pamacocack – evtl. zudem lose zugehörend die Patuxent und Mattapanient) am Nordufer des Potomac River, die unter der Führung des Tayac (Oberhäuptling) die meisten Stämme im Süden Marylands beherrschten und die am anderen Ufer der Chesapeake Bay ebenfalls unter der Führung eines Tall'ac (weibliche Form: Tallakesk) lebenden Nanticoke im Flussgebiet des Nanticoke River sowie die Pocomoke (Pocomoke, Annemessee, Acquintica, Gingoteague, Manoakin, Monie, Morumsco, Nusswattux und Quandanquan) entlang der Flüsse: Pocomoke, Great Annemessex, Little Annemessex und Manokin.

## Zugehörige Stämme
Zwischen 1572 und 1597 erbte Wahunsonacock, den die Engländer King/Chief Powhatan nannten, die Häuptlingswürde über die Stämme am Powhatan (James) River in seinem Geburtsland unterhalb der Wasserfälle, die Powhatan, die Arrohateck und Appamatuck sowie über die Stämme entlang des Pamunkey (York) River, die Pamunkey, Youghtanund und Mattaponi (manchmal werden zudem noch die Orapak, Kiskiack und Werowocomoco hinzugerechnet.) Durch kluge Politik, Diplomatie und mit Gewalt (er verfügte mit den Pamunkey über den Stamm, der die meisten Krieger in der Region stellen konnte) gelang es Wahunsonacock schließlich, über dreißig Stämme der Virginia-Algonkin zu einem Stammes-Imperium zu vereinen. Zuerst wurden die Kecoughtan 1597 unterworfen und teilweise umgesiedelt, danach Schritt für Schritt bis 1607 fast alle anderen Stämme entlang des James und York River unter der Führung von Wahunsonacock als Mamanatowick („Großer König bzw. Anführer“, d. h. Oberhäuptling (Paramount chief)) unter eine zentrale Kontrolle gebracht und vereint. Als Mamanatowick bestimmte er meist Verbündete oder Verwandte als Wereonce (Distrikt-Häuptling) bzw. Weroansqua (weiblicher Distrikt-Häuptling) für die unterworfenen und tributpflichtigen Stämme. Es ist wahrscheinlich, dass die Kontakte zu Europäern das Entstehen von größeren politischen Einheiten bei den Virginia-Algonkin förderten. Einige der zuletzt beigetretenen bzw. unterworfenen Stämme, wie die Chesapeake und andere Völker aus dem Süden Virginias, wurden nie voll in das Bündnis integriert. Die Chickahominy verbündeten sich abwechselnd mit ihren Powhatan-Nachbarn oder mit den Engländern, um ihre Unabhängigkeit zu bewahren.
Die Stämme lebten meist entlang von Flussläufen, an deren Ufern sie ihre Siedlungen errichteten und die Engländer benannten die Stämme daher meist nach ihrem Hauptdorf oder nach dem Fluss, an dem es lag. Geographisch und daher auch politisch lässt sich die Powhatan-Konföderation sehr gut anhand der großen Flussläufe gliedern – da mit zunehmender Entfernung vom Kernland der Konföderation entlang des Powhatan (James) River sowie entlang des Pamunkey (York) River der Einfluss der Zentralgewalt abnahm und die Stämme am Rande des Powhatan-Gebietes sich eine größere Autonomie erhalten konnten – jedoch waren sie starke Verbündete der Powhatan. Die unten aufgeführte Listung der Stämme erfolgt nach geographischen Mustern und somit entlang der Flussläufe, die diese bewohnten; es wird meist davon ausgegangen, da die Kommunikation, der Handel sowie die Interaktion (sowohl im Frieden als auch im Krieg) zwischen entlang desselben Flusses siedelnden Stämmen leichter und daher intensiver war, dass diese Powhatan-Stämme oftmals sich kulturell sowie sprachlich näher standen und sich von anderen Powhatan-Stämmen unterschieden (Manche Historiker vermuten daher entlang der Flüsse verschiedene geographische Dialektkontinua des Powhatan oder Virginia-Algonkin, deren Dialekte sich von einem Ort (bzw. Stamm) zum Nachbarort (bzw. Stamm) meist nur leicht unterschieden, so dass immer eine Kommunikation mit den Sprechern in der unmittelbaren Umgebung problemlos möglich war – je weiter die Entfernung desto größer wurden die Unterschiede und entsprechend schwieriger die Kommunikation untereinander). Die angegebenen Stammeszahlen bzw. Anzahl der Krieger beruhen auf Schätzungen oder Berichten die meist auf Captain John Smith (1580–1631) und William Strachey (1572–1621) zurückgehen. Die zuletzt genannten Jahreszahlen beziehen sich auf die Ersterwähnung sowie die letzte Nennung des jeweiligen Stammes – z. B. 1585 / 1627 für die Chesapeake (Quelle: Handbook of North American Indians).
| Stamm                                                          | von der Chesapeake Bay flussaufwärts entlang des Powhatan (James) River und auf der Virginia Peninsula |
| -------------------------------------------------------------- | --- |
| Chesapeake / Chesepian / Cassapecock                           | lebten im Mündungsgebiet – Hampton Roads genannt – der Flüsse James River, Nansemond River und Elizabeth River in die Chesapeake Bay, ihr Gebiet umfasste die heutigen Städte Norfolk, Portsmouth, Chesapeake und Virginia Beach. Ihr Hauptdorf Skicoke befand sich wahrscheinlich nahe dem Zusammenfluss des Southern Branch und Northern Branch des Elizabeth River im Stadtgebiet von Norfolk, weitere zwei Dörfer namens Apasus und Chesepioc befanden sich nahe der Chesapeake Bay auf dem Gebiet der heutigen Stadt Virginia Beach. Westlich von ihnen wohnten die Nansemond; ursprünglich kein Mitglied der Powhatan-Konföderation, sprachen lt. archäologischen Zeugnissen ursprünglich eine Variante der Sprachen der North-Carolina-Algonkin, wurden lt. William Strachey von den Powhatan bereits vor 1607 vernichtet und ausgerottet, ihre Dörfer wurden danach jedoch durch Angehörige der Powhatan-Stämme wiederbesiedelt; ihr danach installierter Häuptling war Keyghanghton, ca. 100 Krieger (335 Stammesmitglieder). (1585 / 1627). |
| Nansemond                                                      | engl. Aussprache: „NAN-suh-mawnd“, ihr Land – das sie Chuckatuck nannten – lag beiderseits des Nansemond Rivers – und umfasste die heutigen Städte Suffolk und Chesapeake, vier Dörfer sind namentlich bekannt (das Hauptdorf Nansemond, dann Mattanock, Teracosick und Mentoughquemec), auf Dumpling Island befanden sich ihre Tempel und der Sitz des Weroance, die Engländer brannten allerdings das Heiligtum und die Siedlung 1609 nieder; ihr führender Häuptling war Weyhohomo, weitere Häuptlinge waren Ampuetough, Weyingopo und Tirchtough; ca. 200 Krieger bzw. 665 Stammesmitglieder (lt. Smith; Strachey) – jedoch nach Angaben der Nachfahren ca. 300 Krieger bzw. 1.200 Stammesmitglieder. (1585 – heute einer der state-recognized tribes von Virginia). |
| Appamatuck / Appomattoc / Apamatic                             | entlang des Lower Appomattox River im Gebiet der Städte Petersburg und Colonial Heights sowie der Countys Chesterfield und Dinwiddie im SW Virginias; führender Häuptling (Werowance) war Coquonasum und ansässig im Dorf Wighwhippoc am Nordufer des gleichnamigen Wighwhippoc Creek (nun: Swift Creek), zudem war dessen Schwester Opussoquionuske / Opossunoquonuske (von den Engländern: Queen of Appamattuck/Hattica genannt) weiblicher Häuptling (Weroansqua) von der Hauptsiedlung Mattica/Hattica; 60 Krieger bzw. 200 Stammesmitglieder (lt. Smith) oder 20 Krieger bzw. 65 Stammesmitglieder sowie 100 Krieger bzw. 335 Stammesmitglieder (lt. Strachey). (1607 / 1705). |
| Arrohateck / Arrohattoc                                        | lebten in sechs Dörfern östlich der Powhatan beiderseits des James River im Gebiet des Henrico County, Virginia, ihr Hauptdorf lag ebenfalls am James River an der Stelle des heute allgemein Henrico genannten Gebietes außerhalb Richmonds; ihr Häuptling war Ashuaquid; ca. 100 (lt. Smith) bzw. 200 Stammesmitglieder (lt. Strachey) – Feest schätzt sie jedoch auf mind. 300 Stammesmitglieder. (1607 / 1611). |
| Kecoughtan / Kikotan / Kiccowtan / Kikowtan                    | lebten im Gebiet der Hampton Roads, ihr einziges bekanntes gleichnamiges Dorf befand sich entweder im Stadtgebiet des heutigen Hampton oder Newport News, 1597 hatte Wahunsonacock (Powhatan) den Weroance von Kecoughtan getötet und seinen Sohn namens Pochins als Nachfolger eingesetzt, manche Stammesmitglieder der Kecoughtan wurden gewaltsam landeinwärts am Piankatank River umgesiedelt. (1607 / 1610). |
| Paspahegh                                                      | lebten gegenüber den Quiyoughcohanock meist am Nordufer des James River sowie nahe dem Zusammenfluss des James und des Chickahominy Rivers in den heutigen Charles City und James City Counties und hatten mehrere Siedlungen flussaufwärts beiderseits des Chickahominy – Namqosick und Cinquaoteck an der Ostseite des Chickahominy sowie drei namentlich nicht bekannte Dörfer – hierunter das Hauptdorf – an der Westseite, ihre Dörfer lagen Jamestown (James Fort) am nächsten; ihr Häuptling war Wowinchopunck (und blieb dies auch nach der Unterwerfung durch Wahunsanocock (Powhatan)); 40 Krieger bzw. 135 Stammesmitglieder (lt. Smith und Strachey) – jedoch glaubt Feest, dass diese Zahlen zu niedrig gegriffen sind, und zitiert hierbei George Percy (1607: 139-140), der mitteilte, dass der Paspahegh-Häuptling die Engländer mit "one hundred Sauages armed" besuchte und am nächsten Tag "fortie of his men with a Deere." sandte. (1607 / 1610). |
| Potchiack / Potchayick                                         | lebten entlang des James River im heutigen Surry County, bildeten einen neuen Stamm Anfang des 17. Jhd. aus versprengten Gruppen der Nansemond, Warraskoyack und Quiyoughcohannock; ca. 30 Krieger bzw. 100 Stammesmitglieder (lt. Hening 1669). (1661/1669). |
| Powhatan / Powatan                                             | lebten östlich der Wasserfälle (Fall Line) beiderseits entlang des Powhatan (James) River und nördlich des Kingsland Creek, ihr gleichnamiges Hauptdorf Powhatan (etwa „Siedlung bei den Fällen“) befand sich in unmittelbarer Nähe der Fälle (Paqwachowng genannt) in der Nähe der heutigen Hauptstadt Virginias, Richmond, zudem bewohnten sie mindestens drei kleinere namentlich nicht bekannte Dörfer (lt. Smith), Archer (1607a: 86) erwähnt ein weiteres Dorf auf Mayo Island im James River am gegenüberliegenden Flussufer vom Hauptdorf, das er Pawatahs Towre (Powhatan Town) nannte; ihr Häuptling war Parahunt, Sohn von Wahunsanocock (Powhatan); lt. Smith hatten sie 40 Krieger bzw. 135 Stammesmitglieder, Strachey schätzt ca. 50 Krieger bzw. 165 Stammesmitglieder, wobei bis zu 300 Stammesmitglieder (nach Feest) auf Grund der Anzahl der Siedlungen wahrscheinlicher ist. (1607 / 1670). |
| Quiyoughcohannock / Quiockohannock / Coiacohanauke             | lebten beiderseits des James River in mehreren Dörfern flussabwärts von den westlich siedelnden Weanock, ihr Hauptdorf namens Quiyoughcohannock war das spirituelle Zentrum der Powhatan-Stämme, drei Dörfer sind namentlich bekannt: Quiyoughcohannock sowie Nantapoyac (evtl. Zuñiga's Manattapoyek) und Chawopo, das vom früheren Quiyoughcohannock-Häuptling Chopoke/Choapock geführt wurde, zudem gab es zwei weitere namentlich nicht bekannte Dörfer entlang des Chippoak Creek, oftmals fälschlicherweise nach der Hauptstadt der nördlich wohnenden Rappahanock als Tappahannock bezeichnet; ihr – von Wahunsonacock (Powhatan) eingesetzter – Häuptling war Pepiscumah (Pipisco) – weitere bekannte Führer waren die Weroansqua Oholasc sowie der Weroance Tatahcoope; Schätzungen reichen ca. 25 Krieger bzw. 85 Stammesmitglieder (lt. Smith), 60 Krieger bzw. 200 Stammesmitglieder (lt. Strachey) bis zu ca. 300 und evtl. mehr (nach Feest). (1607 / 1627). |
| Warraskoyack                                                   | lebten nordwestlich der Nansemond, im Südwesten und Westen bildete das Nordufer des Blackwater River die natürliche Grenze zu den feindlichen irokesisch-sprachigen Nottoway (Cheroenhaka), im Süden lebten entlang des Chowan River die zu den North-Carolina-Algonkin zählenden Chowanoke und im Norden grenzte ihr Gebiet an das Südufer des James River, ihr Zentrum lag entlang des Pagan River und dessen Mündung in den James River (nahe dem heutigen Smithfield) im Isle of Wight County und sie bewohnten mindestens drei Dörfer; ihr Häuptling war Tackonekintaco; ca. 40 Krieger (lt. Smith) oder 60 Krieger (lt. Strachey) und somit ca. 135 bzw. 200 Stammesmitgliedern. (1585 / 1627). |
| Weanock / Weyanock / Weanoc / Weyanoke                         | lebten beiderseits des James River oberhalb der Quiyoughcohannock und Paspahegh sowie südlich der Arrohateck und Appamatuck im heutigen Charles City County, im Norden grenzte ihr Gebiet an das der Chickahominy, die sich von den Powhatan-Stämmen ihre Autonomie bewahren konnten; lt. Smith befanden sich ihr Hauptdorf (Tindall's „Pomonke“) sowie zwei weitere namentlich nicht bekannte Dörfer am Nordufer des James River – Archer (1607a: 82) fügt ein weiteres Dorf am Nordufer hinzu-, südlich des James River erwähnt er drei weitere Dörfer (das zweite davon ist Tindall's „Wynough“, evtl. identisch mit Zuñiga's „Weanock“), Strachey (1953: 64) erwähnt zusätzlich eine Weanock „Provinz“ namens Cecocomake nahe Powell Creek im heutigen Prince George County. Nach 1623 werden die Siedlungen Tanx (Little) Weanock nördlich und Great Weanock südlich des James River erwähnt und mindestens bis 1627 gab es noch zwei Weanock-Dörfer; ihr Häuptling war Kaquothocun; ca. 100 Krieger (lt. Smith) oder 150 Krieger (lt. Strachey, der 50 Krieger für Cecocomake annimmt) und somit ca. 335 bzw. 500 Stammesmitglieder. (1607 / 1707) |
| Stamm                                                          | entlang des Pamunkey (York) River und dessen Quellflüssen – Youghtanund (Pamunkey) River und Mattaponi River – sowie die südliche Middle Peninsula und im Pamunkey Neck |
| Kiskiack / Chisiack / Chiskiack                                | lebten entlang des Südufers des York River im heutigen York County im Norden der Virginia Peninsula zwischen den Paspehegh im Westen und den Kecoughtan im Osten; ihr Häuptling war Ottahotin; ca. 40-50 Krieger bzw. 135-170 Stammesmitglieder (lt. Smith & Strachey). (1607 / 1677). |
| Cantauncack / Candaungack                                      | lebten am Nordufer des York River, zwischen Carter und Cedarbush Creeks; ihr Häuptling war Ohonnamo; ca. 100 Krieger bzw. 335 Stammesmitglieder (lt. Strachey). (1608 / 1629). |
| Werowocomoco / Werowacomoco                                    | da in deren Gebiet die erste Hauptstadt der Powhatan-Konföderation lag, wurde der dort ansässige Stamm, dessen Gebiet entlang des York Rivers flussaufwärts bis zum Zusammenfluss des Pamunkey River und des Mataponi River einschließlich der Hauptstadt Werowocomoco/Werowacomoco genannt – der Name leitet sich von werowans (weroance) – „Häuptling, Anführer“ und komakah (-comoco) – „Siedlung“ ab und bedeutet daher in etwa: „Siedlungs(gebiet) des Häuptlings“. Die Hauptstadt Werowocomoco selbst lag am Nordufer des York River im Gloucester County nahe dem heutigen Yorktown – hier residierte der Oberhäuptling Wahunsonacock (Powhatan) bis 1609, als er seine Hauptstadt nach Orapaks/Orapax/Orapakes verlegte; ca. 40 Krieger bzw. 135 Stammesmitglieder (lt. Smith & Strachey). (1607 / 1611). |
| Caposepock(e) / Kaposecocke / Kupkipcock                       | lebten entlang des Nordufers des Pamunkey River; ihr Häuptling war Weyamat – vermutlich war Kaposecocke jedoch nur eines der größten Dörfer innerhalb des Pamunkey-Stammes und daher dem führenden Häuptling (Werowance) der Pamunkey tributpflichtig; jedoch ca. 400 Krieger bzw. 1.300 Stammesmitglieder (lt. Strachey). (1608 / 1611). |
| Orapaks / Orapax / Orapakes                                    | lebten zwischen dem Oberlauf des Chickahominy River und dem Pamunkey River im Norden direkt an der Westgrenze in unmittelbarer Nähe zu den feindlichen Östlichen Sioux-Stämmen, südlich von ihnen lebten die eigentl. Powhatan und nördlich die Youghtanund und direkt den Chickahominy flussabwärts hatten sie die mächtigen autonomen Chickahominy als Nachbarn, seit 1609 befand sich mit Orapaks / Orapax / Orapakes die zweite Hauptstadt der Powhatan-Konföderation – Werowocomoco war auf Grund des Siedlungsdrucks durch die Kolonisten aufgegeben worden – in ihrem Gebiet, diese wurde auf Grund der besseren Verteidigung in einem Sumpfgebiet im westlichen New Kent County am Nordufer des Upper Chickahominy River errichtet, von 1609 bis 1611/1614 residierte der Oberhäuptling Wahunsonacock (Powhatan) hier; ca. 50 Krieger bzw. 165 Stammesangehörige (lt. Strachey). (1607 / 1611). |
| Pamareke / Pamuncoroy / Pamakeroy                              | lebten entlang des Südufers des Pamunkey River – werden manchmal den Pamunkey zugerechnet; ihr Häuptling war Attasquintan; jedoch ca. 400 Krieger bzw. 1.300 Stammesmitglieder (lt. Strachey). (1608 / 1611). |
| Pamunkey                                                       | engl. Aussprache: „Puh-MUN-kee“, lebten beiderseits des gleichnamigen Flusses oberhalb dessen Mündung in den York River in den heutigen King William und New Kent Counties, hatten mehrere Hauptdörfer, mit ca. 300 Kriegern bzw. 1000 Stammesmitglieder größter und mächtigster Stamm innerhalb der Konföderation (lt. Smith & Strachey), Wahunsonacock (Powhatan) und seine Tochter Matoaka (Pocahontas) gehörten diesem Stamm an. (1607 – heute einer der state-recognized tribes von Virginia sowie seit 2015 auch einer der federally-recognized tribes der USA). |
| Paraconosko / Paraconos                                        | Pamunkey River; ihr Häuptling war Attossomunck (ursprünglich ein Weroance der Tauxenent/Doeg); ca. 10 Krieger bzw. 35 Stammesangehörige. (1608 / 1611). |
| Potaunk / Pataunck / Potawuncack                               | lebten entlang des Südufer des Pamunkey River; ihr Häuptling war Essenataught; ca. 100 Krieger bzw. 335 Stammesmitglieder (lt. Strachey). (1608 / 1611). |
| Shamapent / Shamapa                                            | lebten südlich des Pamunkey River; ihr Häuptling war Nansuapunck; ca. 100 Krieger bzw. 335 Stammesmitglieder (lt. Strachey). (1608 / 1611). |
| Quackohamaock / Quackohowaon / Ochahannanke / Ochahannauke     | lebten entweder beiderseits des Mattaponi Rivers oder entlang des Nordufer des Pamunkey River; ihr Häuptling war Vropaack; ca. 40 Krieger bzw. 135 Stammesmitglieder (lt. Strachey). (1608 / 1611). |
| Youghtanund / Youghtamund                                      | lebten nordwestlich der Pamunkey, entlang des Pamunkey River bis zum Zusammenfluss des North Anna und South Anna Rivers, die den Pamunkey River bilden; ihr Häuptling war Pomiscatuck; ca. 60 Krieger bzw. 200 Stammesmitglieder (lt. Smith) oder 70 Krieger bzw. 235 Stammesmitglieder (lt. Strachey). (1607 / 1611). |
| Cattachiptico / Cattachipico / Cakkiptico / Chepecho / Chepeco | das Hauptdorf Cattachiptico befand sich an der Stelle der heutigen Pampatike Farm am Pamunkey River im heutigen King William County, weitere kleinere Dörfer befanden sich entlang des Totopotmoy Creek (Manskin Creek) sowie evtl. entlang des Mattaponi River, vermutlich gehörten diese Dörfer alle zu einem Unterstamm der Pamunkey – den Manaskint / Manskin, die zudem enge Bande zu den Youghtanund pflegten – während des Zweiten Powhatan-Krieges befand sich in Cattachiptico das Hauptquartier von Opechancanough; ihr Häuptling war Opopohcumunck (evtl. ist Opechancanough gemeint); ca. 300 Krieger bzw. 1.000 Stammesmitglieder (lt. Strachey). (1608 / 1611). |
| Menapacunt / Mummapacune / Mummapacun                          | lebten zwischen dem Nordufer des Pamunkey River bis zum Mattaponi River, ihr Stammesgebiet befand sich höchstwahrscheinlich flussaufwärts (und somit nordwestlich) der mächtigen Mattaponi und Pamunkey-Stämme; ihr Häuptling war Ottondeacommoc; ca. 100 Krieger bzw. 335 Stammesmitglieder (lt. Strachey). (1608 / 1611). |
| Mattaponi / Mattapanient                                       | engl. Aussprache: „MATTA-puh-nye“, lebten entlang des Mittellaufs des Pamunkey und des Mattaponi Rivers bis zu deren Mündung in den York River in den heutigen King William und King and Queen Counties, ihr Hauptdorf wurde lt. Smith Mattapanient genannt, ein weiteres Dorf Cinquoteck befand sich im Gebiet des heutigen West Point (am Zusammenfluss von Pamunkey und Mattaponi); ihr Häuptling war Werowough; ca. 30 Krieger bzw. 100 Stammesmitglieder (lt. Smith) oder 140 Krieger bzw. 465 Stammesmitglieder (lt. Strachey) – dürfen nicht mit dem ebenfalls als Mattapanient bezeichneten kleinem Häuptlingstum entlang des Patuxent River im nördlichen Calvert und östlichen Prince George’s County von Maryland verwechselt werden, die unter der Suzeränität von den Patuxent oder den mächtigen Piscataway standen. (1607 – heute als Mattaponi und Upper Mattaponi zwei der state-recognized tribes von Virginia). |
| Payankatank / Piankatank                                       | lebten in mehreren Dörfern – Smith nennt drei Dörfer – entlang des Piankatank River im heutigen Middlesex County, im Westen grenzte ihr Gebiet an das der Opiscopank/Opiscatumek, im Süden an das der Werowocomoco / Werowacomoco und im Norden lebten direkt auf der anderen Flussseite des Rappahannock River die Lower Cuttatawomen, lt. Strachey wurden diese 1608 von den Powhatan-Stämmen besiegt, 24 Krieger getötet und alle Frauen und Kinder in Gefangenschaft genommen, das Gebiet und die Dörfer wurden danach mit früheren Bewohnern von Kecoughtan neu besiedelt; Smith gibt zwei Zahlen: 1608 ca. 40 Krieger bzw. 135 Stammesmitglieder und 1624 ca. 50-60 Krieger bzw. 165-200 Stammesmitglieder, lt. Strachey ca. 40-50 Krieger bzw. 135-200 Stammesmitglieder – lt. Feest eventuell bis zu 300 Stammesmitglieder. (1608 / 1611). |
| Stamm                                                          | entlang des Rappahannock River nordwärts bis zum Patawomeck (Tidal Potomac) River sowie auf nördlichen Middle Peninsula und dem Northern Neck |
| Rappahannock                                                   | engl. Aussprache: „Rap-uh-HAN-ick“, waren der dominante Stamm im Rappahannock River Valley, siedelten in 13 Dörfern beiderseits des nach ihnen benannten Flusses, ihr Hauptdorf war Topahanocke / Tappahannock, ihre Hauptjagdgründe befanden sich südlich des Flusses. Konnten sich auf Grund ihrer militärischen Stärke sowie der geographischen Distanz zum Zentrum der Powhatan-Konföderation eine teilweise Autonomie erhalten; ihr Häuptling war Taweeren; ca. 100 Krieger bzw. 335 Stammesmitglieder (lt. Smith & Strachey). (1608 – heute einer der state-recognized tribes von Virginia). |
| Opiscopank / Opiscatumek                                       | (1608 / 1611). |
| Lower Cuttatawomen / Corrotoman                                | lebten im heutigen Lancaster County als direkte Nachbarn der Moraughtachund/Moratico im Nordwesten sowie der Wicocomoco/Wighcocomoco im Norden – ihr Gebiet grenzte im Süden an den Rappahannock River und im Osten an die Chesapeake Bay; 30 Krieger bzw. 100 Stammesmitglieder (lt. Smith & Strachey). (1608 / 1656). |
| Matchotic / Mattehatique                                       | die manchmal als Lower Matchotic bezeichneten lebten zwischen dem Rappahannock River und dem Patawomeck (Potomac) River, nördlich von ihnen lebten die Pissaseck und südlich von ihnen lebten die Chicacoan (Seccawoni) – weiter flussaufwärts wird eine weitere Gruppe namens Upper Matchotic identifiziert; manchmal wird die Stammesbezeichnung Matchotic als Sammelbegriff für die Tauxenent (Doeg), Patawomeck (Potomac), Cuttatawomen, Pissasec und Onawmanient in den heutigen Northumberland, King George und Westmoreland Counties gebraucht. (1608 / 1659 oder 1669). |
| Moraughtachund / Moratico                                      | lebten am Nordufer des Rappahannock südlich des mächtigen Rappahannock-Stammes sowie nördlich der Lower Cuttatawomen in den heutigen Lancaster und Richmond Counties; ihr Häuptling war Ottondeacommoc; 80 Krieger bzw. 270 Stammesmitglieder (lt. Smith & Strachey). (1608 / 1669). |
| Pissaseck / Pissasec                                           | lebten vom Nordufer des Rappahannock bis zum Südufer des Potomac River, zwischen den Matchotic (Mattehatique) im Süden und den Potomac (Patawomeck) im Norden. (1608 / 1611). |
| Nantaughtacund / Nausatico / Nanzatico                         | lebten beiderseits des Rappahannock River in den heutigen Caroline, King George und Essex Counties oberhalb des mächtigen Rappahannock-Stammes und südlich der Potomac (Patawomeck); ab Mitte des 17. Jhd. verstand man unter der anglisierten Bezeichnung Nanzatico einen neuen Stamm aus versprengten Nantaughtacund, den Portobago/Portobacco aus Maryland, den Patawomeck, den Matchotic/Mattehatique, den Rappahannock sowie kleinerer Gruppen, die Städte Nanzemond, Warisquock und Ausaticon sind namentlich für diese Zeit bekannt, der gesamte Stamm (einschließlich mancher Flüchtlinge benachbarter Stämme – mit Ausnahme der Portobago/Portobacco und Rappahannock) wurde 1705 von den Engländern nach einem von Stammesangehörigen begangenen Mord nach Antigua deportiert und hörte damit auf als Ethnie zu existieren; ihr Häuptling war Vropaack, ca. 150 Krieger bzw. 500 Stammesmitglieder (lt. Smith und Strachey). (1608 / 1705). |
| Upper Cuttatawomen                                             | lebten entlang des Nordufers des Upper Rappahannock River im heutigen King George County, im Norden grenzte ihr Gebiet an das der Patawomeck/Potomac und direkt auf der anderen Flussseite im Süden wohnten die Nantaughtacund; ca. 20 Krieger bzw. 70 Stammesmitglieder (lt. Smith & Strachey). (1608 / 1611). |
| Wicocomoco / Wicocomico / Wighcocomoco / Wicomico              | lebten an der Südspitze des Northern Neck entlang des Südufers des Potomac River in dessen Mündungsgebiet in die Chesapeake Bay; laut Stephen Potter befand sich ihr Hauptdorf am Oberlauf und leicht nördlich des Little Wicomico River und ein weiteres Dorf namens Cinquck nahe der Mündung und südlich des Little Wicomico im Northumberland County; ihr Häuptling war Mosco; die Kolonialherren befahlen 1655 den Chicacoan, sich mit den Wicocomoco zusammenzuschließen (zwischen 1656/1659 hatten sich die Lower Cuttatawomen ebenfalls diesen angeschlossen) und als gemeinsamer neuer Stamm unter Führung des von Engländern bestimmten Häuptlings Machywap sich in einer Reservation (ca. 18 km² umfassend) nahe Dividing Creek südlich des Great Wicomico River niederzulassen; ca. 130 Krieger bzw. 435 Stammesmitglieder (lt. Smith und Strachey). (1608 / 1719). |
| Chicacoan / Sekakawon / Sekakawoni / Seccawoni / Cekakawwon    | lebten entlang des Coan River, einem Nebenfluss des Potomac River, im heutigen Northumberland County, ca. 30 Krieger bzw. 100 Stammesmitglieder (lt. Smith), andere Quellen ca. 435 Stammesmitglieder (lt. Smith und Strachey). (1608 / 1660). |
| Onawmanient                                                    | lebten südlich der Upper Cuttatawomen in der Nominy Bay im heutigen Westmoreland County; ca. 100 Krieger bzw. 335 Stammesmitglieder (lt. Smith). |
| Patawomeck / Potomac / Potomack                                | lebten in mindestens zehn Dörfern entlang des Südufers des Patawomeck (Potomac) River; ca. 160 Krieger bzw. 540 Stammesmitglieder (1612) oder ca. 200 Krieger bzw. 670 Stammesmitglieder (1624 – beide Angaben lt. Smith), lt. Strachey ca. 160 Krieger bzw. 540 Stammesmitglieder. (1608 / 1668). |
| Tauxenent / Doeg / Taux / Tacci / Doag / Dogue / Dogi          | lebten in vier Dörfern nördlich der Patawomeck entlang des Südufers des Upper Patawomeck (Potomac) River oberhalb Aquia Creek in den heutigen Caroline, Prince William, Fairfax und King George Counties, ihr Hauptdorf Tauxenent befand sich auf „Doggs Island“ bzw. „Miompse / May-Umps“ (der heute als Mason Neck bekannten Halbinsel südlich von Washington, D.C.), weitere Dörfer waren Pamacocack (später anglisiert zu Quantico) entlang Quantico Creek, Yosococomico entlang Powell's Creek, Niopsco entlang Neabsco Creek sowie Namassingakent am Nordufer des Dogue Run, Assaomeck am Südufer des Hunting Creek und Namoraughquend nahe dem heutigen Roosevelt Island; ca. 40 Krieger bzw. 135 Stammesmitglieder (lt. Smith & Strachey), eine wahrscheinlich zu niedrige Bevölkerungszahl. (1607 / 1675). |
| Stamm                                                          | lebten auf der Südlichen Delmarva-Halbinsel waren meist nur nominell Mitglied der Powhatan-Konföderation vom Festland, da sie geographisch durch die Chesapeake Bay von diesen getrennt waren |
| Accomac / Accawmack / Accawmacke / Accowmack                   | lebten auf der Südliche Delmarva-Halbinsel, zählten ca. 2000 Stammesmitglieder, hatten ihre eigene Konföderation unter der Führung von Debedeavon († 1657) als sie erstmals 1608 mit Engländern in Kontakt kamen; diese nannten Debedeavon auch "the Laughing King"; jedoch nur ca. 80 Krieger bzw. 270 Stammesmitglieder (lt. Smith) – neuere archäologische/historische Untersuchungen und Vergleiche mit anderen Quellen machen eine weit größere Bevölkerungszahl wahrscheinlicher; wurden im späten 17. Jhd. von den Kolonisten meist als Gingaskins bezeichnet. |
| Accohannock / Accohanoc / Occohannock                          | lebten entlang des Accohannock Creek in den heutigen Counties von Accomack und Northampton nördlich der Accomac in Virginia; standen unter der Führung von Kiptoteke, dem Bruder von Debedeavon, und waren daher vermutlich politisch der Accomac-Konföderation tributpflichtig; ca. 40 Krieger bzw. 135 Stammesmitglieder. |

## Geschichte

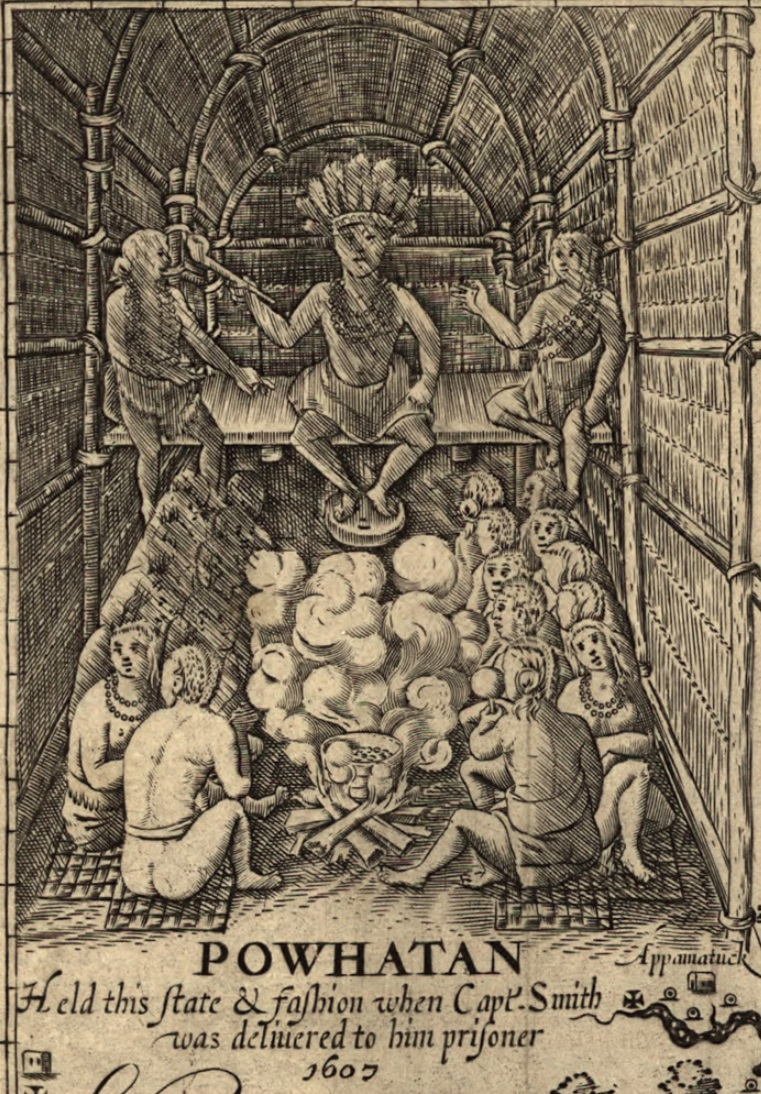
Powhatan auf einer Karte von Virginia, veröffentlicht ab 1612

### Ankunft der Engländer
Zu Beginn des 17. Jahrhunderts umfasste der Herrschaftsbereich Wahunsonacocks rund 200 Dörfer mit etwa 10.000 Einwohnern. Powhatans Macht äußerte sich in einer fast orientalisch anmutenden Hofhaltung. Seine Residenz hieß Werowocomoco und lag am Nordufer des York River in der Nähe der heutigen Stadt Yorktown.
Im Mai 1607 erreichte eine englische Expedition die untere Chesapeake Bay und fuhr einen breiten Strom, den sie James River nannte, flussaufwärts. An einer günstigen Stelle gingen die Kolonisten der Virginia Company of London an Land und erbauten ein Fort. Zum Gouverneur der jungen Kolonie wurde Captain John Smith bestimmt. Den indianischen Bewohnern waren die Neuankömmlinge keineswegs willkommen, denn sie hatten früher schon schlechte Erfahrungen mit den Europäern gemacht. Zwei Wochen später griffen Powhatan-Krieger an, um die Stärke der Engländer auf die Probe zu stellen. Der Angriff wurde mit Kanonen und Musketen zurückgeschlagen. Schon bald gingen den Kolonisten die Lebensmittel aus und im Herbst fuhr Captain Smith zu Powhatan am York River, um Mais und andere Lebensmittel zu beschaffen. Es wurden kleine Geschenke ausgetauscht und man versicherte sich gegenseitiger Freundschaft. Die Indianer lieferten den Engländern die dringend notwendigen Lebensmittel.
Noch im selben Jahr erhielt Smith den Auftrag, das Land zu erkunden und eine Passage nach Indien zu suchen. Auf dem Chickahominy River wurden die Engländer von Powhatans jüngerem Halbbruder Opechancanough angegriffen und überwältigt. Smith wurde nach Werowocomoco gebracht, während seine Begleiter den Tod fanden. Nach Smith’s eigenen Angaben soll ihn die Häuptlingstochter Pocahontas vor dem Tode bewahrt haben.

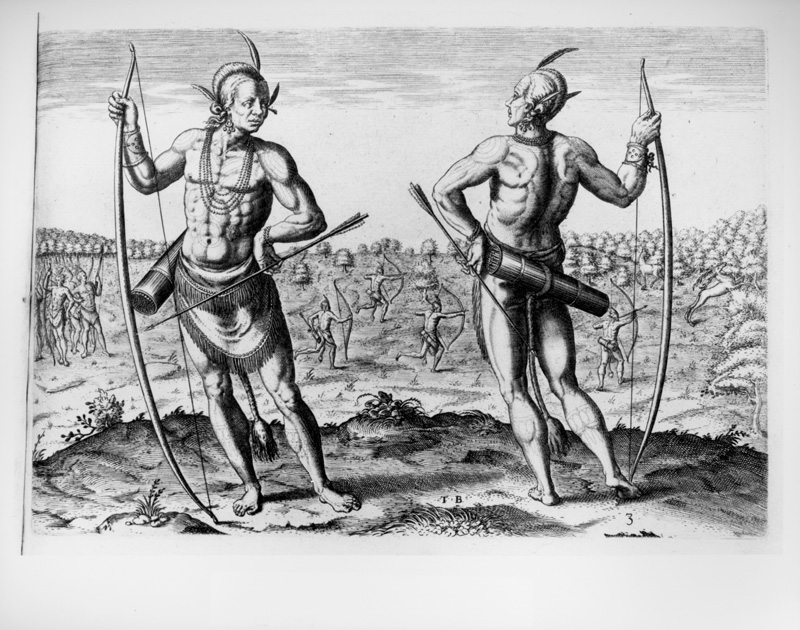
Häuptlinge der Virginia-Algonkin von Theodor de Bry, 1590

Im Jahr 1609 wurde Powhatan auf Geheiß von König James I. von den Engländern in einer Zeremonie zum König gekrönt. Natürlich hatte er keine Vorstellung vom europäischen Königtum und nahm die Sache nicht ernst. Die Engländer, in der Mehrzahl Abenteurer und keine Farmer, konnten sich noch immer nicht selbst ernähren, und benötigten weiterhin Lebensmittel von den Indianern. Die früheren friedlichen Handelsbeziehungen und Verbindungen wurden durch den zunehmend herrischer und fordernder werdenden Ton der englischen Kolonisten untergraben. Bei seinen Fahrten durch das Küstengebiet an der Chesapeake beschlagnahmte John Smith mehrmals Maislager der Indianer, wenn er den Mais nicht durch Handel erwerben konnte.
Da der Siedlungsdruck der englischen Kolonisten immer größer wurde, verlegte Powhatan 1609 seinen Wohnsitz nach Orapakes, das am Oberlauf der Chickahominy Rivers inmitten eines Sumpfes lag. Einige Jahre später verlegte er seine Residenz erneut, dieses Mal weiter nördlich nach Matchut am Nordufer des Pamunkey Rivers.
Als im Jahre 1610 einige Engländer in der Nähe von Kecoughtan getötet worden waren, zerstörten die Kolonisten das Dorf. Anschließend griffen sie zwei Dörfer der Warraskoyack an, zerstörten die Stadt der Paspahegh und töteten außer der Königin auch Frauen und Kinder und brannten die Stadt der Queen of Appamatuck nieder.

### Kriege gegen die Kolonisten

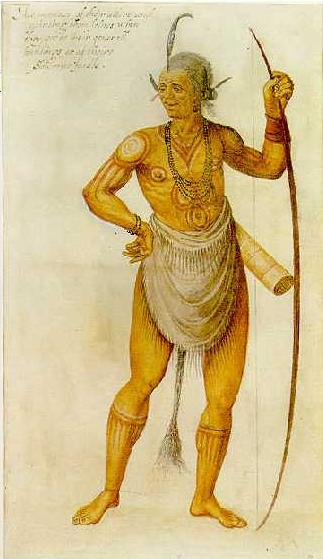
Opechancanough, Häuptling der Pamunkey

Damit war der anfänglich freundliche Umgang miteinander ganz verschwunden. Es wurde den Powhatan offenbar, dass die englischen Forderungen an Umfang und Willkür unerträglich wurden und die Engländer die indianische Souveränität nicht mehr respektierten. Im Jahr 1618 starb das Oberhaupt der Powhatan-Konföderation und Opechancanough, Häuptling der Pamunkey, wurde sein Nachfolger. Am 22. März 1622 überfielen die Powhatan, unterstützt von Chickahominy und einigen Stämme vom Potomac, unter seiner Führung die englischen Siedlungen und töteten in einem koordinierten Angriff 350 Kolonisten, etwa ein Viertel der englischen Bevölkerung.
Es folgte ein Jahrzehnt wechselseitiger Angriffe, doch den Indianern gelang es nicht, die Engländer zu vertreiben, weil sich viele Stämme am Potomac und Rappahannock River neutral verhielten. Die Kolonisten setzten ihre Schikanen gegenüber den indianischen Nachbarn fort, vernichteten zum Beispiel Ernten und Nahrungsmittelvorräte. Ein Vertrauensverhältnis kehrte niemals zurück, selbst als die offenen Feindseligkeiten aufhörten. Ein Gesetz von 1632 drohte dem Siedler strenge Bestrafung an, der freiwillig mit einem Indianer sprach und ihn nicht unverzüglich zu den englischen Kommandanten brachte. Im Jahr 1632 kam es endlich zum Friedensschluss zwischen dem Powhatan-Bund und den Kolonisten.
In den nächsten Jahren vergrößerte sich die Kolonie entscheidend und die Indianer waren nicht in der Lage, die britische Expansion zu stoppen. Ein Krieg in großem Maßstab brach erneut aus, als der betagte Opechacanough am 18. April 1644 einen weiteren gemeinsamen Angriff gegen die Kolonisten begann. Bei diesem Überfall wurden nahezu 500 Kolonisten getötet. Die englische Bevölkerung betrug zu dieser Zeit mehr als 8.000 Menschen und es bestand für die Powhatan nicht die geringste Aussicht auf Erfolg. Nach zwei Jahren wurde der Krieg durch die Gefangennahme Opechacanoughs unter Gouverneur William Berkeley beendet. Im Vertrag vom Oktober 1646 legten die Kolonisten die Bedingungen fest, unter denen das Land der Indianer entscheidend verkleinert und ihre Bewegungsfreiheit beschränkt wurde. Der gefangene 90-jährige Opechancanough beschwerte sich bei Berkeley bitter über seine öffentliche Zurschaustellung. Berkeley gab der Beschwerde statt und befahl, ihn der Würde seines Standes entsprechend zu behandeln. Kurz darauf wurde er von einem englischen Wachtposten in den Rücken geschossen und getötet.

### Das Ende der Konföderation
Die Powhatan-Gruppe brach nach dem Krieg von 1644 bis 1646 und dem Tod Opechancanoughs auseinander. Besonders die Stämme am James River konnten nicht länger von den bis dahin dominierenden Pamunkey beherrscht werden. Die stetig wachsende Virginia-Kolonie und die schwindende Zahl der indianischen Bevölkerung führte schließlich zum Ende der Powhatan-Konföderation.

### Powhatan heute
Die Engländer richteten für einige Stämme kleine „Reservationen“ ein, die zwar im Laufe der Jahrhunderte weiter geschrumpft sind, aber teilweise heute noch bestehen. Hier sind die Reservate bzw. Landzuweisungen der Mattaponi und Pamunkey zu nennen, in denen noch heute einige Nachkommen der ehemaligen Powhatan-Konföderation leben. Die Sprache der Powhatan ist ausgestorben. Es gab mehrere bislang erfolglose Versuche, diese anhand der von Smith und William Strachey gesammelten Wörterlisten wiederzubeleben.
Die meisten Nachkommen der Powhatan leben jedoch in Oklahoma und in Kanada.
Der politische Aktivist, Schriftsteller und Wissenschaftler Jack D. Forbes (* 7. Januar 1934; † 23. Februar 2011), der vor allem durch seine umfassende Kritik an der westlichen Zivilisation (Wétiko-Psychose) und als Streiter für eine bessere Hochschulbildung junger Indianer bekannt wurde, war der bekannteste Indianer des 20. und 21. Jahrhunderts mit Powhatan-Renape und Lenape-Abstammung.

## Heutige Stämme der einstigen Powhatan-Konföderation
Die einzigen Stämme in Virginia, die noch über Reservate verfügen, sind heute die Pamunkey und Mattaponi, die diese durch Verträge in den Jahren 1646 und 1677 sichern konnten, die anderen Stämme sind sog. citizen tribes (sprich: landlos).

### Federally recognized Tribes
Bereits 2016 waren die Pamunkey offiziell auf Bundesebene als Stamm anerkannt worden, im Jahr 2018 wurden drei weitere Stämme ebenfalls als sog. federally recognized tribes anerkannt; die sprachlich und kulturell verwandten – jedoch politisch unabhängigen – Chickahominy sind ebenfalls als „Chickohimy Tribe“ und als „Eastern Chickahominy“ anerkannt worden.
- Pamunkey Indian Tribe (Ihre Reservation umfasst ca. 4,9 km² und befindet sich auf historischem Stammesland entlang des Pamunkey River angrenzend zum heutigen King William County, Population: 200 Stammesmitglieder)
- Upper Mattaponi Tribe (1983 von Virginia offiziell als state recognized tribe anerkannt, Verwaltungssitz ist der Weiler Adamstown am Oberlauf des Mattaponi River; dieses Gebiet wurde als Indianerland in Aufzeichnungen des 17. Jhd. anerkannt. 1921 spaltete sich der Upper Mattaponi Tribe of Adamstown vom Mattaponi Tribe ab und organisierte sich als selbstständige offizielle Stammesgruppe. Durch Landkauf besitzen Sie heute ca. 130.000 m² Land im Hanover County, Population: 575 Stammesmitglieder)
- Rappahannock Indian Tribe (vormals: United Rappahannock Tribe, Nachfahren verschiedener Powhatan-Stämme, Rappahannock, Morattico (Moraughtacund), Portobacco sowie Doeg, die Mitglieder leben heute meist in den Counties Essex, Caroline und King and Queen, Population: 500 Stammesmitglieder)
- Nansemond Tribe (vormals: Nansemond Indian Tribal Association, 1985 von Virginia offiziell als state recognized tribe anerkannt, größtenteils Nachfahren der Christianized Nansemond leben sie heute in der Nähe der Stadt Suffolk in der Metropolregion Hampton Roads, Population: 200)

### State recognized Tribes
- Mattaponi Indian Tribe (1983 von Virginia offiziell als state recognized tribe anerkannt, die Reservation liegt im King William County entlang des Mattaponi River nahe West Point, Virginia, Population: 450 Stammesmitglieder)
- Patawomeck Indians of Virginia (2010 von Virginia offiziell als state recognized tribe anerkannt, leben zu 80 % leben im Umkreis von 16 km ihrer historischen Siedlung Patawomeck im Stafford County entlang des Potomac River, Population: 1.500 Stammesmitglieder)
- Nottoway Indian Tribe of Virginia (2010 von Virginia offiziell als state recognized tribe anerkannt, meist Nachfahren von Nottoway sowie Traditionalist Nansemond, Chowanoke, Susquehannock, Meherrin und Tuscarora, leben heute vom Southampton County bis zum Surry County in der Tidewater Region, Population: 180 Stammesmitglieder)
- Cheroenhaka (Nottoway) Indian Tribe (2010 von Virginia offiziell als state recognized tribe anerkannt, meist Nachfahren von Nottoway sowie Meherrin, Tuscarora, Traditionalist Nansemond und Chowanoke, leben heute im Southampton County meist auf traditionellem Stammesland – als Cattashowrock Town (Reservation) bezeichnet – nahe dem County Seat Courtland, Population: 500 Stammesmitglieder)
- Powhatan Renape Nation (1980 von New Jersey offiziell als state recognized tribe anerkannt, Nachkommen von verschiedenen Powhatan-Stämmen – meist jedoch Rappahannock und Nanticoke – die ins heutige Burlington County und Camden County im südlichen New Jersey zogen, und sich um die Orte Morrisville, Medford und Delair nahe Pennsauken Township ansiedelten. Der Stamm unterhielt von 1982 bis 2011 die 96 ha große Rankokus Indian Reservation im heutigen Rancocas State Park, die jedoch wegen mangelnder Wartung 2011 geschlossen wurde.)